# Virtua Fighter (computerspelserie)
Virtua Fighter is een serie vechtspellen ontwikkeld door Sega AM2. Het eerste spel in de serie werd in 1993 uitgebracht als arcadespel en wordt gezien als eerste vechtspel gebaseerd op polygonen. De reeks spellen zijn later uitgebracht op andere spelcomputers zoals de Saturn, Dreamcast en PlayStation 2.

## Gameplay
In de serie spellen nemen twee vechters het tegen elkaar op die twee van de drie rondes moeten winnen om door te gaan. Elke ronde duurt hierbij 30 seconden. Als een personage uit de ring wordt geslagen, dan wint de tegenstander.
Er zijn drie besturingsmogelijkheden; stompen, schoppen en blokkeren. Door de juiste timing en positie besturen spelers hun personage. In de singleplayer-modus is het de bedoeling om in een serie rondes te vechten naar de eindbaas.

## Spellen in de serie
| Jaar                            | Titel                                                                                             | Platform                                                                                                  |
| ------------------------------- | ------------------------------------------------------------------------------------------------- | --- |
| 1993                            | Virtua Fighter                                                                                    | Arcade (1993) Sega Saturn (1994) Sega 32X (1995)                                                          |
|                                 | Virtua Fighter Remix                                                                              | Saturn, Arcade (1995) Windows (1996)                                                                      |
| Virtua Fighter 10th Anniversary | PlayStation 2 (2003)                                                                              | |
| 1994                            | Virtua Fighter 2                                                                                  | Arcade (1994) Saturn (1995) Mega Drive (1996) Windows (1997)                                              |
|                                 | Virtua Fighter 2.1                                                                                | Arcade (1995), Saturn (1995), Windows (1997), PlayStation 2 (2004), Xbox 360 (2012), PlayStation 3 (2012) |
| 1996                            | Virtua Fighter CG Portrait Series                                                                 | Saturn (1996)                                                                                             |
| 1996                            | Virtua Fighter Animation                                                                          | Game Gear (1996), Master System (1997)                                                                    |
| 1996                            | Virtua Fighter Kids                                                                               | Arcade (1996), Saturn (1996)                                                                              |
| 1996                            | Fighters Megamix                                                                                  | Saturn (1996)                                                                                             |
| 1996                            | Virtua Fighter 3                                                                                  | Arcade (1996)                                                                                             |
|                                 | Virtua Fighter 3tb                                                                                | Arcade (1997), Dreamcast (1998)                                                                           |
| 1996                            | Virtua Fighter 4                                                                                  | Arcade (2001), PlayStation 2 (2002)                                                                       |
|                                 | Virtua Fighter 4: Evolution                                                                       | Arcade (2002), PlayStation 2 (2003)                                                                       |
| Virtua Fighter 4: Final Tuned   | Arcade (2004)                                                                                     | |
| 2004                            | Virtua Quest                                                                                      | GameCube, PlayStation 2                                                                                   |
| 2006                            | Virtua Fighter 5                                                                                  | Arcade (2006), PlayStation 3 (2007)                                                                       |
|                                 | Virtua Fighter 5 Online                                                                           | Xbox 360 (2007)                                                                                           |
| Virtua Fighter 5 R              | Arcade (2008)                                                                                     | |
| Virtua Fighter 5 Final Showdown | Arcade (2010), Xbox 360 (2012), PlayStation 3 (2012) (ook speelbaar in Yakuza 6 via een minigame) | |

## Personages
De volgende karakters komen voor in de spelserie:
| - Akira Yuki - Pai Chan - Lau Chan - Wolf Hawkfield - Jeffry McWild - Kage-Maru - Sarah Bryant - Jacky Bryant - Dural - Shun Di | - Lion Rafale - Aoi Umenokoji - Taka-Arashi - Lei-Fei - Vanessa Lewis - Brad Burns - Goh Hinogami - Eileen - El Blaze - Jean Kujo |

## Nalatenschap
Het eerste spel in de serie, Virtua Fighter, wordt gezien als de oorsprong van veel 3D vechtspellen. Spelseries zoals Tekken en Dead or Alive zijn hierdoor sterk beïnvloed.
Het Amerikaanse Smithsonian Institution erkende het eerste Virtua Fighter-spel in de serie en nam de speelkast op in een permanente tentoonstelling.